# Nana Ozaki
No se debe confundir con una heroína de manga, Nana Osaki.
Nana Ozaki (尾崎ナナ Ozaki Nana?,  nacida el 12 de septiembre de 1982) es una gravure-idol, que pertenece a la agencia de modelos Fang, y ella es de la Prefectura de Osaka, Japón. Sus aficiones son el tenis, las carreras de larga distancia y la música popular occidental.
Pertenecía ella a la anterior agencia de modelos Artist Box, hasta el 28 de diciembre de 2007.

## Perfil
- Apodo:               Nada (Nana)
- Profesión:           Gravure-idol (el término japonés para el modelo femenino que lleva bikini)
- Cumpleaños:          12 de septiembre de 1982
- Lugar de nacimiento: Prefectura de Osaka, Japón
- Estatura:            163 cm (5' y 4.2")
- Medidas de cuerpo:   B86 W58 H85 cm (B33.9" W22.8" H33.5")
- Agencia de modelos:  Fang

### Revistas
- "HANAMARU WORK vol.20 noviembre de 2006" (Adluck, 2006) Foto de portada
- "Weekly Playboy nº 45" (Shueisha, 2006) pp.223-226
- "FLASH nº 985" (Kōbunsha, 2007) pp.37-44

## Filmografía

### Programas de TV
- FNS Chikyu Tokuso-tai Die Buster (FNS地球特捜隊ダイバスター) Fuji TV
- Kyuyo Mesai (給与明細) TV Tokyo
- Shirosaki Jin to Isoyama Sayaka no Kiwame-michi (城咲仁と磯山さやかの極めみち) GyaO
- Oni Hatchu (オニ発注) TV Tokyo

### Películas
- The Mole Song: Undercover Agent Reiji (2013) como 	Kazumi

### V-Cinemas
- Desearter Aoi Zetsubo (デザーター 青い絶望)
- Desearter Akai Kibo (デザーター 赤い希望)
- Gambare Bokura no Gura-dol Heroine (～がんばれ僕らの～グラドルヒロイン エスピリオン)

### Imagen DVD
1. Koi no Yokan (恋の予感), Eichi Publishing 2006
2. Nana ni Koi-shite (ナナに恋して), Saibunkan Publishing 2007
3. Rainbow (レインボー), Takeshobo 2007
4. Nana Fushigi (ナナ不思議), GP Museum Soft 2007
5. Nure-doki (濡時間), Goma Books 2008
6. Toriko (とりこ), Outvision 2009